# Lacalma argenteorubra
Lacalma argenteorubra es una especie de polillas  perteneciente a la familia de los pirálidos. Fue descrita por Hampson en 1916, y puede encontrarse en Nueva Guinea.
La envergadura de sus alas es de aproximadamente 40 mm.